# 'Ndrangheta in Lombardia

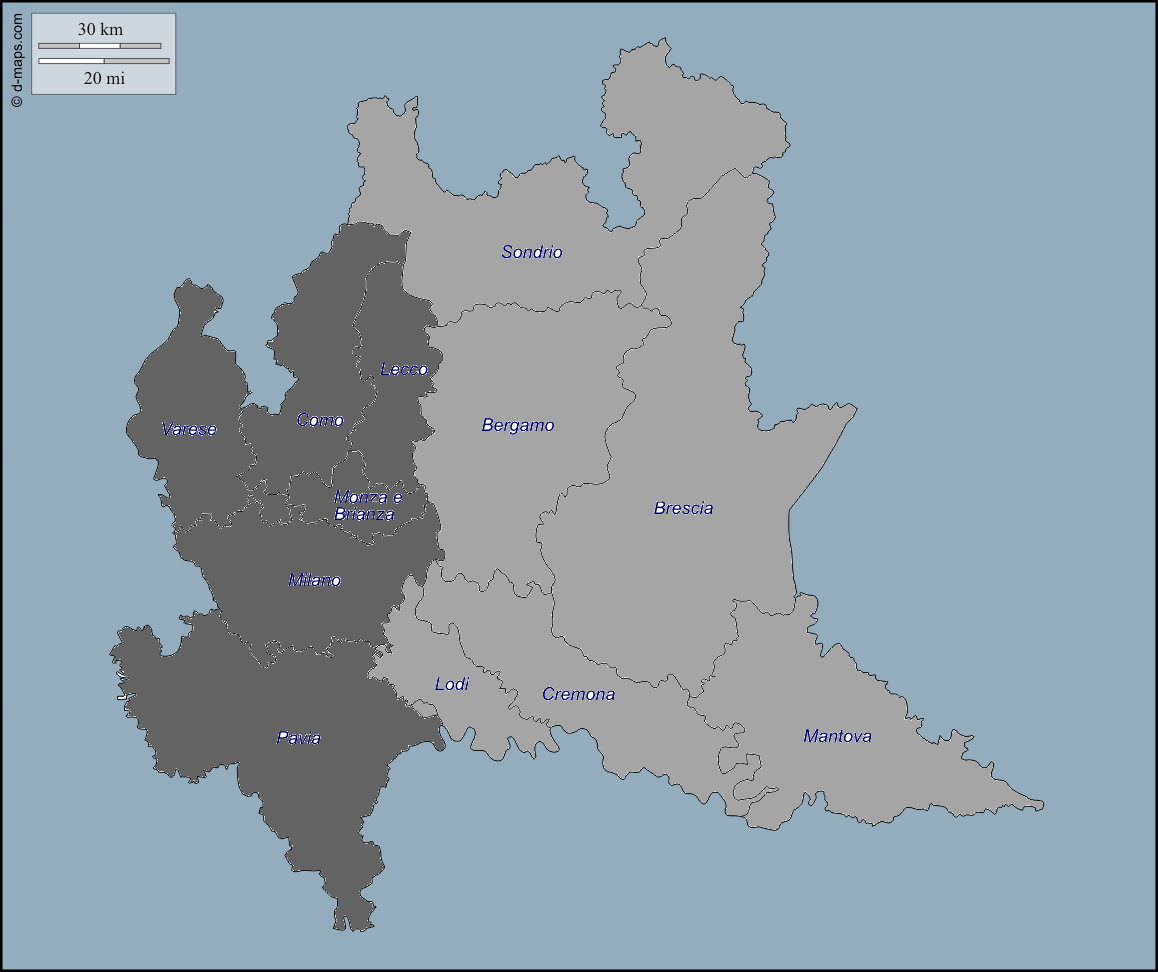
'Ndrangheta in Lombardia per provincia. In grigio scuro le province con la presenza di locali, in grigio chiaro la presenza di 'ndrine

La 'ndrangheta in Lombardia si è insediata in tutte le province, ma soprattutto in quelle di Milano, Monza e Brianza, Varese, Como, Lecco, Brescia e Pavia. La sua infiltrazione è cominciata negli anni cinquanta con elementi di spicco provenienti dalla Locride.
Le 'ndrine provengono per lo più dalla Locride come i Barbaro e i Papalia, Serraino, i Bruzzaniti-Morabito-Palamara e Pizzata ma ci sono anche 'ndrine del resto della provincia reggina come Modaffieri-Mondella, i Di Giovine e i Manno-Maiolo di Caulonia, i Mazzaferro di Marina di Gioiosa Ionica e gli Iamonte-Moscato di Melito di Porto Salvo.
Come afferma L'Espresso nel numero del 3 gennaio 2008, nella regione possiedono bar, discopub e club privé (Discoteca Cafè Solaire, Madison e il night club For a King). Si dedicano al traffico di droga in collaborazione coi colombiani, usura ed estorsione. Hanno forti collegamenti in campo bancario, finanziario e istituzionale.
Sono risaliti alle cronache i paesi in provincia di Milano di Buccinasco e Corsico dove risiede un forte numero di persone originarie di Platì. Il sindaco di Buccinasco ha ricevuto varie minacce. In Brianza, come afferma Nicola Gratteri, le cosche si occupano anche di intermediazione immobiliare e finanziaria, e conducono imprese nel campo della ristorazione. La DIA ha rilevato che Brescia è un altro luogo della regione in cui vengono riciclati i soldi derivati dal narcotraffico, ma si occupano anche di usura, traffico d'armi ed estorsione. Nel 2016 la commissione antimafia individua anche Mantova come zona d'insediamento della criminalità organizzata e già proiettata verso la provincia di Verona.
La relazione della commissione parlamentare antimafia del 2018 descrive il fenomeno come: "movimento profondo e uniforme che interessa la maggioranza delle provincie settentrionali, con una particolare intensità in Lombardia, e che è stato favorito fino a tempi recenti da diffusi atteggiamenti di sottovalutazione e rimozione.

## Struttura
(Enzo Macrì)
In Lombardia ogni locale fa riferimento al locale d'origine in Calabria. Quasi tutti i locali sono composti da persone dello stesso paese d'origine, con l'eccezione del locale di Rho.
Tra gli affiliati in Lombardia vi sono alcuni che fanno da referenti per i tre mandamenti calabresi: Città (Giovanni Ficara), Piana e Ionica. Inoltre dal 1984 esiste una sovrastruttura detta "Lombardia" con ruoli ben definiti per organizzare le locali della regione. Il capo in carica della Lombardia riferisce al Crimine in Calabria.
In passato, secondo il pentito Raffaele Iaconis, già Giuseppe Mazzaferro creò una "camera di controllo" per gestire i 16 locali creati in Lombardia dalla sua 'ndrina.
A oggi il capo della Lombardia sarebbe Rocco Barbaro detto U Sparitu in carcere dal 2017.

### Locali
In Lombardia nel 1994 il pentito Francesco Fonti aveva individuato una cinquantina di locali nel territorio, indicandone anche i capi per quaranta di essi. Con l'operazione Crimine e Infinito del 2010 ne vengono individuati 16.
La DIA nella sua seconda relazione semestrale del 2018 individua 30 locali attivi, per poi scendere a 25 nel 2º semestre del 2020 tra cui:
- Milano: Milano (4 locali nel 2018, ora[quando?] solo uno), Bollate, Bresso, Cormano, Corsico, Pioltello, Rho, Solaro-Legnano (presenti in maniera separata nel 2018)
- Brescia: Lumezzane
- Como: Appiano Gentile, Canzo-Asso, Cermenate-Fino Mornasco (presenti in maniera separata nel 2018), Erba, Mariano Comense, Senna Comasco
- Monza-Brianza: Monza, Desio, Giussano (presente solo nel 2018), Lentate sul Seveso, Limbiate, Seregno;
- Lecco: Lecco, Calolziocorte
- Pavia: Pavia, Voghera
- Varese: Lonate Pozzolo

I dati della tabella seguente sono stati ricavati dalla Relazione dell'operazione Infinito del 2010, da successive operazioni e dalle relazioni semestrali della DIA.
| Locali in Lombardia                                               | Locali in Lombardia          | Locali in Lombardia                                                                     | Locali in Lombardia |
| Locale                                                            | 'ndrine                      | capo locale/società                                                                     | note |
| ----------------------------------------------------------------- | ---------------------------- | --------------------------------------------------------------------------------------- | --- |
| Locale di Appiano Gentile                                         |                              | ?                                                                                       | ? |
| Locale di Bollate                                                 | Oppedisano, Gallace          | Vincenzo Mandalari                                                                      | Legame con i locali di Rosarno e di Guardavalle. |
| Locale di Bresso                                                  |                              | Saverio Minasi                                                                          | Il locale di riferimento è quello di Oppido Mamertina. |
| Locale di Calolziocorte                                           |                              | Antonino Mercuri (padrino)                                                              | Il locale è stato fondato il 18 settembre 1975 e fa riferimento al locale di Giffone. |
| Locale di Canzo-Asso                                              |                              | Luigi Vona (santista)                                                                   | Locale nato recentemente (prima del 2010) dalla scissione con il locale di Erba, originari di Giffone. |
| Locale di Cermenate                                               |                              | Giuseppe Puglisi (quartino)                                                             | Operazione Insubria del 18/11/2014. |
| Locale di Como                                                    |                              |                                                                                         | |
| Locale di Cormano                                                 |                              | Pietro Francesco Panetta (fino al 2010 con dote di Mammasantissima)                     | Fa riferimento al Locale di Grotteria, il vice era Cosimo Magnoli fino al 2010. Il locale esiste almeno dagli anni '80 e fu creato da Giuseppe Antonio Neri. Una prima conferma della sua esistenza arriva nel 1997 in relazione al sequestro di Alessandra Sgarella. Il locale insiste in una area più ampia del comune di Cormano arrivando a coprire anche: Bollate, Senago, Cornaredo e parte di Milano. |
| Locale di Corsico                                                 | Papalia                      | Bruno Longo                                                                             | Sostituisce il Locale di Buccinasco dopo i numerosi arresti dovuti all'operazione Nord-Sud negli anni novanta. |
| Locale di Desio                                                   | Iamonte-Moscato              | Annunziato Moscato, Pio Candeloro, dal 2010 da Giuseppe Pensabene.                      | Uno tra gli storici Locali di 'ndrangheta in Lombardia, attivo dagli anni settanta |
| Locale di Erba                                                    | Arena, Nicoscia              | Pasquale Varca (dote di trequartino)                                                    | Di recente formazione, composto da persone di Isola Capo Rizzuto ma tra loro c'è anche Michele Oppedisano della Piana di Gioia Tauro. |
| Locale di Fino Mornasco                                           |                              | Michelangelo Chindamo (trequartino)                                                     | Operazione Insubria del 18/11/2014. All'inizio degli anni '90 era Capolocale Bartolomeo Iaconis |
| Locale di Giussano                                                | Gallace-Novella              | Antonino Belnome (dote di padrino e pentito dal 2010), poi fino al 2012 Michael Panajia | Nasce nel 2008 per volere dei Gallace-Novella, dipende dal Locale di Guardavalle e il primo capo-locale è Antonio Belnome |
| Locale di Lecco                                                   | Trovato                      |                                                                                         | |
| Locale di Legnano-Solaro                                          |                              |                                                                                         | |
| Locale di Lentate sul Seveso                                      |                              |                                                                                         | Scoperto con l'operazione Fiori della Notte di San Vito del 1994. |
| Locale di Legnano-Lonate Pozzolo (il cui capo è Vincenzo Rispoli) | Farao-Marincola              | Vincenzo Rispoli                                                                        | Fa riferimento al Locale di Cirò Marina ed esiste almeno dagli anni novanta. Il siciliano Emanuele De Castro ha il ruolo di contabile. (Operazione Hydra 2023). Fino al 2020 il contabile era il pentito palermitano Emanuele De Castro. Sempre secondo De Castro per un periodo dopo il 2000 sarebbe stato Massimo Rosi il capo-società                                                                     |
| Locale di Limbiate                                                | Iamonte                      | Antonio Lamarmore in vece di Giovanni Lamarmore                                         | Nato con Domenico Romeo, già facente parte del Locale di Varedo, a cui gli successe Giovanni Lamarmore, ma poiché in stato di detenzione passò al fratello Antonino Lamarmore. Il Locale di riferimento in Calabria è quello di Melito Porto Salvo e fanno riferimento agli Iamonte. |
| Locale di Lumezzane                                               | Randò, Monea, Cataldo        |                                                                                         | |
| Locale di Mariano Comense                                         | Mancuso                      | Salvatore Muscatello con dote di Crimine, morto nel 2019 a 85 anni.                     | Nel 2016 l'operazione Crociata porta all'arresto di nuovi affiliati. |
| Locale di Milano Centro                                           | Serraino-Di Giovine-Morabito | Cosimo Barranca                                                                         | Provenienza da Caulonia e Siderno. Molti affiliati si distaccano per fondare locali in altre zone. |
| Locale di Monza                                                   |                              |                                                                                         | |
| Locale di Muggiò                                                  |                              |                                                                                         | Capo-locale negli anni '90 Demetrio Macheda fino all'operazione "Notte di San Vito". Non più operativa |
| Locale di Pavia                                                   |                              | Giuseppe Antonio Neri                                                                   | Attivo fin dagli anni settanta |
| Locale di Pioltello                                               | Manno-Maiolo                 | Alessandro Manno                                                                        | Autorizzato da Cosimo Barranca (Locale di Milano), nasce il primo marzo 2008 per volere di Carmelo Novella. Sono originari di Caulonia. |
| Locale di Rho                                                     | Oliverio Marrazzo            | Stefano Sanfilippo (originario di Gela)                                                 | Secondo un'intercettazione del 2008 esisterebbe da 30 anni. Non ha una locale madre, e non tutti i componenti sono di origine calabrese. |
| Locale di Senna Comasco                                           |                              |                                                                                         | |
| Locale di Seregno                                                 |                              | Cosimo Priolo                                                                           | Esistente almeno sin dalla fine degli anni '80. |
| Locale di?                                                        | Ficara-Latella               | Giovanni Ficara                                                                         | Locale di recente formazione per volere di Carmelo Novella in favore di Giovanni Ficara di cui ai tempi Rocco Cristello ne era il contabile |
| Locale di Varedo                                                  | ?                            | ?                                                                                       | Non operativa |
| Locale di Voghera                                                 | Chindamo-Ferrentino, Lamari  | ?                                                                                       | |

## Storia

### Anni '50 - Le infiltrazioni
Il primo capobastone di rilievo ad arrivare in Lombardia è Giacomo Zagari di San Ferdinando nel 1954, della piana di Gioia Tauro. Vive per un periodo a Malnate e poi si trasferisce a Buguggiate.
Nello stesso periodo alcuni 'ndranghetisti di Giffone si insediano nella provincia di Como.

### Anni '60 - Il confino
Tra il 1965 e il 1975 con il provvedimento del soggiorno obbligato nella provincia di Como arrivano 44 boss.
Franco Coco Trovato, secondo le rivelazioni del pentito Antonio Zagari nel 1969 comincia a lavorare in una banda di rapinatori in cui il padre Giacomo Zagari era il basista e tutti erano affiliati all'organizzazione calabrese.

### Anni '70 - L'inizio della stagione dei sequestri - I Mazzaferro
In Lombardia a partire dagli anni '70 fino all'inizio degli anni '90 sono avvenuti 158 rapimenti a scopo estorsivo di cui almeno un terzo per mano 'ndranghetista.
Il 2 ottobre 1978 viene sequestrato a Cesano Boscone Augusto Rancilio mai più ritrovato.
Col pentimento di Saverio Morabito, vengono scoperti i retroscena di rapimenti avvenuti tra il 1975 e il 1980: Giuseppe Ferrarini a Corsico, il consigliere comunale di Cesano Boscone Angelo Galli (sequestrato nel 1977), Angelo Campari (sequestrato nel 1977) l'imprenditore Giuseppe Scalari (sequestrato nel 1977) sequestrato a Trezzano sul Naviglio, Alessandro Vismara di Cisliano ed Evelina Cattaneo (sequestrata nel 1977).
Secondo il pentito Raffaele Iaconis, sarebbe Giuseppe Mazzaferro, dell'omonima 'ndrina che da Cornaredo (MI) a partire dal 1976 crea una camera di controllo per le sue locali.

### Anni '80

#### La camera di controllo della Lombardia
Secondo l'operazione Infinito nel 1984 nacque la camera di controllo della Lombardia per volere di Mario Trifini, Antonio Papalia, Carmelo Novella, Giuseppe Mandalari, Giuseppe Neri, e Franco Pezzullo.
Secondo un'intercettazione ambientale registrata in una riunione a Cardano al Campo il 20 gennaio 2009, il capo-locale di Rho e primo responsabile della Lombardia Stefano San Filippo afferma che la Lombardia era stata creata ed è sempre stata sotto le dipendenze della zona ionica (una delle tre zone in cui è stata suddivisa la provincia di Reggio Calabria).
Secondo Saverio Morabito, Antonio Papalia sarebbe stato il primo "responsabile Generale" della Lombardia.

#### Il traffico di eroina
Il pentito Saverio Morabito confessa che il pomeriggio del 4 luglio 1988, in via Fra Cristoforo a Milano, si rese partecipe dell'omicidio di Pietro Cavallaro (1947 - Peschiera Borromeo) e Guglielmo Campodipietra (1952 - San Giuliano Milanese) a causa di una partita di 74 chili di eroina in parte non pagata.

#### L'alleanza tra Flachi boss della Comasina e Coco Trovato
Nel 1981 Giuseppe Flachi, dopo essere stato assolto per insufficienza di prove per una rapina degli stipendi dell'Ospedale Niguarda, diventa il boss della Comasina a Milano estendendo il suo potere criminale il tutta l'area nord, tra cui Affori e Bruzzano.
Nel frattempo Franco Coco Trovato dal 1982 entra nel traffico di droga che gestisce nella provincia di Lecco e poi estende nella provincia di Como.
Nel 1986 a Caponago (MB), come rivela il pentito Emilio Bandiera, viene siglato l'accordo tra Flachi e Trovato per la spartizione dei proventi della droga al 50%.
Il 1º luglio 1987 al matrimonio di Giuseppe Flachi con Licia Tenace, Trovato gli fa da testimone e in un ristorante di Malgrate viene sancita l'alleanza tra i due. Tra gli invitati: Saverio Morabito (oggi pentito), i Sergi, Biagio Crisafulli di Quarto Oggiaro e alcuni esponenti dei De Stefano.

### Anni '90
Nel 1994 il pentito Francesco Fonti aveva individuato una cinquantina di locali nel territorio, indicandone anche i capi per quaranta di essi.

#### Il traffico internazionale di droga - I Serraino-Di Giovine
Del coinvolgimento delle cosche di 'ndrangheta nel traffico internazionale di droga, di cui Milano comincia ad essere ben presto la principale piazza, si ha notizia fin dagli anni '70. La famiglia che intesse i maggiori affari è quella dei Serraino-Di Giovine. Suo capostipite è Maria "mamma eroina" Serraino, originaria di Cardeto, vicino a Reggio Calabria, madre di 12 figli, che fin dal 1963 - allorché la famiglia si trasferisce a Milano - provvede a gestire il traffico di 'bionde' (le sigarette contrabbandate), per poi passare tra la fine degli anni '70 e primi anni '80 ad hashish, cocaina, eroina ed ecstasy. Il figlio più grande, Emilio Di Giovine, si occupava delle relazioni con il Marocco, da cui importava l'hashish (diretto soprattutto in Inghilterra), e con la Colombia, da dove faceva arrivare la cocaina diretta a Milano.
I Serraino sono i primi a riuscire a vendere fino a sessanta chili di cocaina al mese. Nel 1993 scatta l'operazione "Belgio", che porta all'arresto di 180 persone ritenute intranee o vicine al clan. Di fatto l'organizzazione di Maria Serraino viene smantellata. La matrona della 'ndrangheta verrà condannata all'ergastolo nel settembre 1997.
Nel luglio 2020, l'operazione "Pedigree" condotta dalla Dda di Reggio Calabria porta all'arresto di 12 persone, tra cui Maurizio Cortese, la moglie Stefania Pitasi e Antonino Filocamo, affiliato della cosca divenuto collaboratore di giustizia. Cortese, in particolare, è ritenuto dagli inquirenti il vero capo-bastone dalla 'ndrina Serraino.
Il 15 ottobre 2020, l'operazione "Pedigree 2" porta all'esecuzione di un'ordinanza dispositiva di misure cautelari che colpisce 5 presunti affiliati al clan Serraino, operanti in un raggio d'azione esteso a tutta la provincia di Reggio Calabria. Le ipotesi di reato sono associazione di stampo mafioso, scambio elettorale politico-mafioso, estorsione, detenzione abusiva di armi. Tra i soggetti fermati vi è anche l'ex assessore reggino Sebastiano Vecchio, ritenuto un autentico mediatore tra gli interessi del clan Serraino e quelli delle istituzioni comunali. In gioco ci sarebbe stata la solita spartizione di appalti e cariche fra a parenti e amici dei boss in cambio di pacchetti di voti alle varie tornate elettorali. La Dda di Trento, contemporaneamente, ha eseguito 19 arresti nei confronti di vari soggetti riconducibili allo stesso clan. Tra questi, anche tre politici (un ex parlamentare autonomista e due sindaci). I carabinieri del Ros hanno anche sequestrato beni mobili e immobili per un valore complessivo di 13 milioni di euro.

#### La guerra con i Batti e l'arresto di Flachi
Nel 1990, un'alleanza per il traffico di eroina sancita tra i Batti della Camorra e alcuni esponenti della 'ndrangheta lombarda si sfalda quando i camorristi decidono di mettersi in proprio e contrattare direttamente la compravendita di eroina con la criminalità turca.
Il pretesto per scatenare la guerra che durerà 4 anni è un diverbio tra Franco Coco Trovato e Salvatore Batti durante il matrimonio di Pepè Flachi, detto il Boss della Comasina (in riferimento al quartiere milanese della Comasina) nonché capo di un'alleanza di 'ndrine del milanese.
Il 15 settembre 1990 dei sicari dei Batti tentano di uccidere Trovato colpendo invece due innocenti, Pietro Carpita e Luigi Recalcati nel comune di Bresso.
Trovato insieme al suo vice Antonio Schettini e a Flachi passano al contrattacco uccidendo Francesco Batti in un campo a Trezzano sul Naviglio.
Luigi Batti tenta una mediazione, ma i calabresi con l'inganno invece di aprire una trattativa lo portano con sé e lo uccidono in una pressa.
L'ultimo a rimanere in vita è Salvatore Batti che ritorna nel napoletano, nello specifico a San Giuseppe Vesuviano dal quale era originario, a cercare nuovi uomini per la guerra.
I calabresi si accordano per l'omicidio di Batti e in cambio devono uccidere Roberto Cutolo, figlio del più famoso Raffaele Cutolo. Il 19 dicembre 1990 Antonio Schettini lo uccide a Tradate.
Tra il 1990 e il 1993 vengono fatti 11 morti.
Flachi viene arrestato il 30 novembre 1991 a Tien sur la mer, in Costa azzurra.

#### La faida di Vimercate
Negli anni '90 a Vimercate scoppia una faida tra i Flachi e quello di Carmelo D'Amico, del figlio Antonio e dei suoi nipoti Vincenzo e Giovanni Miriadi, vicini agli Iamonte. Le forze dell'ordine riescono ad arrestare i componenti dei clan che vengono accusati di associazione mafiosa, traffico di droga, estorsione e omicidio.

#### Il pentimento di Saverio Morabito
Saverio Morabito (1952) diventa collaboratore di giustizia nel 1993 (arrestato nel 1990 per traffico di eroina), svela i retroscena di 9 sequestri di persona (tra cui di Cesare Casella e di Augusto Rancilio), 14 omicidi, traffici di droga e alleanze tra le 'ndrine e le cosche siciliane nel milanese, specialmente a Corsico, Buccinasco e Cesano Boscone.

#### Le operazioni Rajssa, Aneddoto e San Vito
Dall'Operazione Rajssa e Aneddoto viene scoperto che i Mazzaferro avrebbero creato in Lombardia ben 16 locali di cui tre nella sola città di Milano, 6 nella Provincia di Como: Como, Fino Mornasco, Appiano Gentile, Mariano Comense, Senna Comasco e Cermenate, 3 in provincia di Monza e Brianza: Monza, Seregno e Lentate sul Seveso, uno a Pavia, uno a Varese uno in provincia di Brescia a Lumezzane e uno a Rho, in Provincia di Milano. La loro esistenza è stata confermata dall'operazione Crimine-Infinito del 2010 e da quelle successive.
Nel 1994 con l'operazione delle forze dell'ordine I fiori della Notte di San Vito vengono emessi 370 ordini di custodia cautelare in Lombardia. L'operazione fa luce su quanto la 'Ndrangheta fosse radicata nella regione, soprattutto nel comasco e nel varesotto e rivela così il ruolo di spicco che vi aveva Giuseppe Mazzaferro.

### Anni 2000 - Operazione Cerberus e Isola
L'operazione "Cerberus" del GICO della Guardia di Finanza, fa luce sulla gestione malavitosa del settore del movimento terra e dei cantieri edili a Buccinasco ad opera dei Barbaro ed in particolare dei fratelli Salvatore e Rosario Barbaro, figli di Domenico detto l'australiano, di Mario Miceli, e dell'imprenditore Maurizio Luraghi. A gennaio 2019 la corte di cassazione conferma le condanne decise in Appello nel 2017.
Il 16 marzo 2009 i carabinieri di Monza, nell'operazione "Isola" iniziata nel 2006, hanno ordinato l'arresto di più di 20 persone a Milano, Crotone, Catanzaro e Taranto per associazione mafiosa, estorsione, porto illegale d'armi e tentato omicidio, tra questi i Paparo alleati dei Nicoscia e degli Arena, accusati di sfruttamento dell'immigrazione, riciclaggio, favoreggiamento di latitanti e atti di intimidazione nella costruzione delle grandi opere pubbliche della Lombardia come alcune tratte dell'alta velocità ferroviaria Milano-Venezia. Nel corso dell'operazione sono state sequestrate armi tra cui un lanciarazzi della NATO e beni del valore di 10 milioni di euro.

### Anni 2010 - L'operazione Infinito, Insubria e gli ultimi arresti
Il 13 luglio 2010 è confermata l'esistenza di una struttura organizzativa nel Nord Italia chiamata Lombardia che federa i locali lombardi ma sempre alle dipendenze dei mandamenti calabresi. Il capo della Lombardia fino al 2007 sarebbe stato Cosimo Barranca di Caulonia, presunto capo della Locale di Milano, poi Carmelo Novella che fu ucciso a San Vittore Olona nel 2008 poiché esigeva più indipendenza dalla Calabria, e fu sostituito il 31 ottobre 2009 con il platiota che vive a Corsico Pasquale Zappia in una riunione presieduta da Giuseppe Neri a Paderno Dugnano, incaricato anche di costituire una camera di controllo per gestire i vari locali lombardi.
Nel novembre 2010, per la prima volta un comune lombardo si scioglie per evitare il commissariamento per infiltrazioni mafiose: Desio. A Desio si erano insediati fin dagli anni '70 gli Iamonte-Moscato.
Nel 2011 l'operazione "Caposaldo" porta all'arresto diversi esponenti della famiglia Flachi, l'anno successivo comincia il processo nei confronti di Giuseppe Flachi, del figlio Davide e del fratello Emanuele accusati di associazione mafiosa ma anche di gestire diversi ambulanti che vendono panini come in zona Città studi, corso Como, piazzale Lagosta e via Carlo Farini, i buttafuori di diverse discoteche.
A fine 2012 cade la giunta regionale a causa dei ripetuti indagati in consiglio regionale e per ultimo il coinvolgimento dell'assessore PDL Domenico Zambetti accusato di aver preso voti da Giuseppe D'Agostino dei Morabito-Bruzzaniti-Palamara alle ultime elezioni. Il 23 maggio 2018 la corte d'appello di Milano conferma a Zambetti la condanna per concorso esterno in associazione mafiosa, corruzione e voto di scambio riducendo però la pena a 7 anni e 6 mesi di carcere.
L'8 febbraio 2017 Zambetti viene condannato a 13 anni e 6 mesi di carcere insieme ad Eugenio Costantino che di anni ne dovrà scontare 16.
Dopo le 110 condanne del 2011, nel 2013 vengono comminati altri 15 ergastoli nei processi scaturiti dalle indagini Crimine e Infinito e condannati a diversi anni di carcere un giudice, un politico e un finanziere.
Il 16 ottobre 2013 viene sciolto il primo comune per mafia in Lombardia: Sedriano. Il 5 novembre 2014 il Tar del Lazio discuterà il ricorso contro lo scioglimento presentato da sette consiglieri comunali.
L'8 febbraio 2017 l'ex sindaco di Sedriano Alfredo Celeste viene assolto dall'accusa di corruzione (senza l'aggravante mafiosa) con formula piena "Perché il fatto non sussiste" e la sentenza di primo grado diventa definitiva e irrevocabile in quanto e la Procura Generale e la Procura di Milano non oppongono appello. Alfredo Celeste si ripresenta alle elezioni comunali di Sedriano del 3-4 ottobre 2021 con la lista civica "Noi con Sedriano e Roveda": il risultato elettorale ottenuto quale candidato-sindaco (20,02 %) lo rielegge quale consigliere comunale attualmente in carica.
A ottobre 2013 cadono in cassazione i processi Cerberus, Parco Sud e quello nei confronti di Marcello Paparo.
L'11 marzo 2014 si conclude l'operazione "San Marco" nata nel 2011: porta all'arresto di 23 persone presunte affiliati ai Tripepi-De Marte-Spinella di Seminara ma operanti a Saronno, Mozzate, Cislago e Busto Arsizio. Sono accusati di traffico di droga ed estorsione.
Il 28 ottobre 2014 si conclude l'operazione "Quadrifoglio" del ROS dei Carabinieri che porta all'arresto di 13 persone per associazione mafiosa e altri crimini. Le 'ndrine colpite sarebbero i Galati ubicati a Cabiate in Provincia di Como e i Mancuso di Limbadi del Locale di Mariano Comense con a capo Salvatore Muscatello (già condannato nel processo Infinito).
Il 18 novembre 2014 si conclude l'operazione "Insubria": vengono arrestate 40 persone, presunte affiliate ai locali di Fino Mornasco, Cermenate e Calolziocorte in provincia di Lecco e Como. Per la prima volta viene filmato il rito di passaggio alla dote di Santa.
Il 26 gennaio 2016 la DDA di Milano arresta il carrozziere Ignazio Marrone, accusato di essere membro degli Iamonte-Moscato del locale di Desio retto ora da Giuseppe Pensabene. Il primo visitava e curava membri della 'ndrangheta mentre il secondo metteva a disposizione la sua officina per gli incontri. Sono accusati entrambi di aver riscosso crediti per i membri detenuti. Marrone fu coinvolto nel processo Infinito del 2010. Marrone in quanto siciliano era autorizzato dal locale a risolvere le questioni anche con famiglie di Cosa Nostra, in particolare i Rinzivillo di Gela; per la Calabria invece era in contatto con i Molluso e i Mancuso.
Il 16 aprile 2016 si conclude l'operazione "Mar Ionio", durata 5 anni, conclusasi con 6 arresti di presunti appartenenti Ruga-Metastasio-Loiero tra Milano e Monasterace. Avevano messo in piedi un traffico di droga con base logistica a Sesto San Giovanni, che importava cocaina dal Brasile e poi veniva venduta in Italia, Germania e Paesi Bassi.
Il 3 novembre 2016 si conclude l'operazione "Lex" contro presunti esponenti dei Chindamo-Lamari di Laureana di Borrello e le loro propaggini di Voghera (PV) e Bregnano (CO). Sono accusati di traffico di droga e sono state sequestrate quattro imprese edili, la società calcistica di Promozione (Girone B) Polisportiva Laureanese, un'edicola e un supermercato.
Il 26 gennaio 2017 si conclude l'operazione "Provvidenza" che porta all'arresto di 33 persone collegate o affiliate ai Piromalli tra cui Antonio Piromalli, figlio di Pino Piromalli detto Facciazza, già in carcere. A Milano avevano messo in piedi in maniera illegale una serie di attività imprenditoriali in diversi settori: Pasquale Guerrisi si occupava dell'edilizia, si occupavano del settore turistico Francesco Cordì e Nicola Rucireta e Francesco Pronestì del settore abbigliamento. Il settore che gestivano in maniera internazionale era invece era quello alimentare ed in particolare la vendita di olio di sansa spacciato per olio di oliva negli Stati Uniti, grazie a Rosario Vizzari, amico di Antonio Piromalli in contatto con la società statunitense Olive oil company, e con le mafie del New Jersey, di Detroit, di Chicago e di Boston. L'olio veniva comprato in Grecia, Turchia e Siria, per poi passare dalla Calabria ed arrivare al mercato ortofrutticolo di Milano per poi essere spedito all'estero.
Il 9 maggio 2017 viene arrestato a Platì Rocco Barbaro, detto U Sparitu (figlio di Cicciu u Castanu), latitante dal 2015 e presunto nuovo reggente della struttura della Lombardia almeno dal 2014, secondo un'intercettazione dell'operazione Platino.
Il 24 maggio 2017 si conclude l'operazione "Area 51" che porta all'arresto di 21 persone, di cui presunti esponenti di 'ndrangheta dei Gallace che avevano base logistica ad Arluno, in Provincia di Milano da cui, almeno dal 2013, avrebbero organizzato traffici internazionali di cocaina con alcuni colombiani rifornendo in particolare la città stessa di Arluno, Sedriano e Vittuone.
Il rapporto tra i Gallace di Guardavalle e Arluno sarebbe stato gestito da Raffaele Procopio mentre il gruppo era guidato da Francesco Riitano, cugino di primo grado di Vincenzo Gallace (in carcere).
Infine all'aeroporto di Malpensa due tecnici che si stavano apprestando a studiare le carlinghe degli aerei per poter all'interno nascondere lo stupefacente.
Il 26 settembre 2017 si conclude un nuovo ramo dell'operazione Infinito: vengono arrestate 24 persone, tra cui presunti affiliati al Locale di Limbiate, Giuseppe Morabito detto "Pascià" che con la forza stava mettendo le mani su Cantù, l'imprenditore Antonino Lugarà ed il sindaco di Seregno Edoardo Mazza; è indagato per corruzione l'ex vicepresidente della Regione Lombardia Mario Mantovani.
Il 23 gennaio 2018 si conclude l'operazione della Guardia di Finanza cominciata nel 2013 che blocca un traffico di droga tra la Colombia e i paesi di Corsico, Assago, Buccinasco e Trezzano sul Naviglio riconducibile ai Barbaro-Papalia.
Il 3 maggio 2018 si conclude l'operazione "The Hole" che porta a 23 arresti per traffico di droga effettuati nelle province di Milano (Bollate e Cerro Maggiore), Como, Monza e Brianza, Novara, Reggio Emilia, Savona, Torino e Varese. La droga veniva fornita da membri della 'ndrangheta tra cui Domenico e Antonio Barbaro e Antonio Agresta capo-locale di Volpiano (Torino).
Sempre lo stesso giorno viene arrestato a Buccinasco Domenico Sergi, nipote di Antonio Papalia detto "u carciutu" e fratello di Rocco Papalia, trovato con 4 chili di hashish e una pistola semiautomatica.

### Anni 2020
- Il 9 febbraio 2021 scatta alle prime luci dell'alba, con l'esecuzione di 18 misure di custodia cautelare, l'Operazione “Cardine – Metal money”, condotta dal GICO della Guardia di Finanza di Milano e Lecco, sotto il coordinamento della locale Direzione Distrettuale Antimafia (DDA) e con la collaborazione della Polizia di Lecco. Tale indagine ha permesso di svelare un'associazione a delinquere di tipo mafioso specializzata nel traffico di rifiuti, nella frode fiscale, nell'autoriciclaggio, nell'usura e nell'estorsione. La complessa attività investigativa culminata con gli odierni arresti e con numerose perquisizioni, a seguito delle quali sono stati rinvenuti beni di valore ed armi illegalmente detenute, ha infatti permesso di ricostruire i business illeciti realizzati da un gruppo di ‘ndranghetisti operante nel lecchese e capeggiato dal pregiudicato Cosimo Vallelonga, già implicato in precedenti operazioni antimafia svolte negli anni ’90 e nel 2010 e già condannato ai sensi dell’articolo 416/bis del Codice Penale.[102].
- Il 2 febbraio 2022 decade l'aggravante di "associazione mafiosa" per il cinquantaseienne Rocco Barbaro detto U Sparitu e ritorna in libertà dopo l'arresto nel 2018[103].
- Il giorno 11 febbraio 2022 a Milano vengono eseguiti 15 arresti nell'inchiesta su presunte infiltrazioni di 'ndrangheta nei subappalti per i lavori sulla rete ferroviaria[104]. Nella circostanza, viene indagata anche Maria Antonietta Ventura la "regina" delle ferrovie.[105]
- Il 22 novembre 2022 vengono arrestate 49 persone di cui molte riconducibili alla locale di Rho, accusate a vario titolo di traffico di stupefacenti e intestazione fittizia di beni. Per la prima volta è stato verificato l'operatività e il ruolo organizzativo di una donna in gruppo criminale di 'ndrangheta al Nord Italia[106][107][108].
- Il 25 ottobre 2023 si conclude l'operazione Hydra con 153 indagati e l'arresto di 11 persone, tutti ritenuti legati al clan Fidanzati (Palermo), al mandamento di Castelvetrano (Trapani) e ai Rinzivillo di Gela (Caltanissetta) di Cosa Nostra, alle locali di Lonate Pozzolo (i Rispoli) e di Desio (i Crea e gli Iamonte) della 'Ndrangheta e al clan campano-romano dei Senese, accusati a vario titolo di estorsione, truffa, riciclaggio, detenzioni di armi, traffico e distribuzione di stupefacenti e investimenti in edilizia attraverso l'ecobonus, l'ortomercato della città di Milano e parcheggi di ospedali[36]. Secondo la ricostruzione della Direzione distrettuale antimafia di Milano, rigettata dal Gip Tommaso Perna, questi gruppi criminali avrebbero fatto parte di un unico "consorzio", ribattezzato dal pm Alessandra Cerreti e dal procuratore Marcello Villa “sistema mafioso lombardo”, nato per condividere affari e il controllo del territorio in Lombardia.[36] Nell'ottobre 2024 il Tribunale del riesame conferma la presenza di un sodalizio tra le diverse propaggini mafiose italiane operanti in Lombardia per la gestione di affari illeciti ma non il concetto di confederazione mafiosa che dovrebbe invece avere una connotazione nazionale[109].

## Economia
Per il secondo rapporto dell'Osservatorio sulla Criminalità Organizzata dell'Università degli Studi di Milano del 2018: Rapporto Monitoraggio della presenza mafiosa in Lombardia gli interessi economici dell'organizzazione oggi e negli ultimi 15 anni sono stati focalizzati in maniera imprenditoriale nel settore edile (nel 2008 fu coinvolta l'azienda Perego Strade di Cassago Brianza avvicinata da Salvatore Strangio e poi da Rocco Cristello con cui sono riusciti ad ottenere lavori in tutta la Lombardia e a mantenere 150 famiglie), mentre il settore commerciale è improntato al controllo del territorio e hanno toccato l'Ortomercato di Milano, investimenti in supermercati e centri commerciali.
Il settore turistico ha avuto l'attenzione dei clan in particolare nel settore alberghiero per quel che concernono case vacanze e bed & breakfast ed il settore dell'intrattenimento e dello sport come ricorda l'inchiesta sui videopoker e le slot-machine dei Flachi e dei Valle-Lampada che posizionati in bar e tabaccherie servivano anche per il controllo del territorio e per il riciclo di denaro.
Rimane colpito anche il settore sanitario il cui più caso emblematico è stato quello dell'ASL di Pavia che ha coinvolto il direttore sanitario Carlo Antonio Chiriaco con un'infiltrazione profonda o talvolta con singoli investimenti in cliniche private, forniture di prodotti e servizi infermieristici. Infine sono stati riscontrati casi di ricoveri sotto falso nome come per Francesco Pelle alla clinica Maugeri di Pavia e all'ospedale Niguarda di Milano.
La 'ndrangheta nella regione risulta l'organizzazione criminale che più adotta il metodo dell'estorsione, è stato rilevato in tutte le provincie della Lombardia eccetto che in quelle di Lodi e Sondrio ma con diverse modalità che vanno dal pizzo, alla richiesta indebita di denaro, a regalie, acquisizione indebita di immobili, imposizione di personale nei cantieri edili e imposizione di forniture e servizi di sicurezza. Ultimamente l'estorsione sta diventando più sofisticata come accaduto nella provincia di Mantova e di Monza e Brianza attraverso false fatturazioni e regalìe. 
A differenza di quello che si pensava sino al 2015 l'uso dell'estorsione risulterebbe consolidata già da tempo e non occasionale come l'inchiesta "'Nduja" del 2001 tra Brescia e Bergamo, l'inchiesta "Mentore" del 2009 tra Bergamo e Pavia, l'inchiesta "Isola" tra Milano e Monza e Brianza e l'inchiesta "Parco Sud" del 2009, "Bad Boys" tra Milano e Varese del 2009, "Infinito" del 2010, l'inchiesta "Redux-Caposaldo" a Milano del 2011, "Blue Call" del 2012, "Ulisse" del 2012, "Platino" del 2013, "Tibet" del 2014 che ha coinvolto Monza e Brianza, "Metastasi" nel 2014 nel lecchese e l'inchiesta "Pesci" nel mantovano nel 2015.
Per quanto riguarda il traffico di droga nella regione la 'ndrangheta risulta avere un ruolo centrale ma non risultano laboratori e raffinerie riconducibili ad essa per la cocaina, l'eroina o droghe sintetiche ad appannaggio quasi completamente della criminalità straniera.

Secondo la relazione semestrale della DIA pubblicata nel primo semestre del 2019, la 'ndrangheta calabrese «ha nel tempo rinforzato il suo radicamento e la sua presenza sul territorio» lombardo, stringendo legami con professionisti compiacenti, infiltrandosi nel trafficio illegale di rifiuti e acquisendo una presenza all'interno di 25 locali distribuiti in 7 delle 12 province della regione.

## Presenza della 'ndrangheta per provincia

### Provincia di Milano

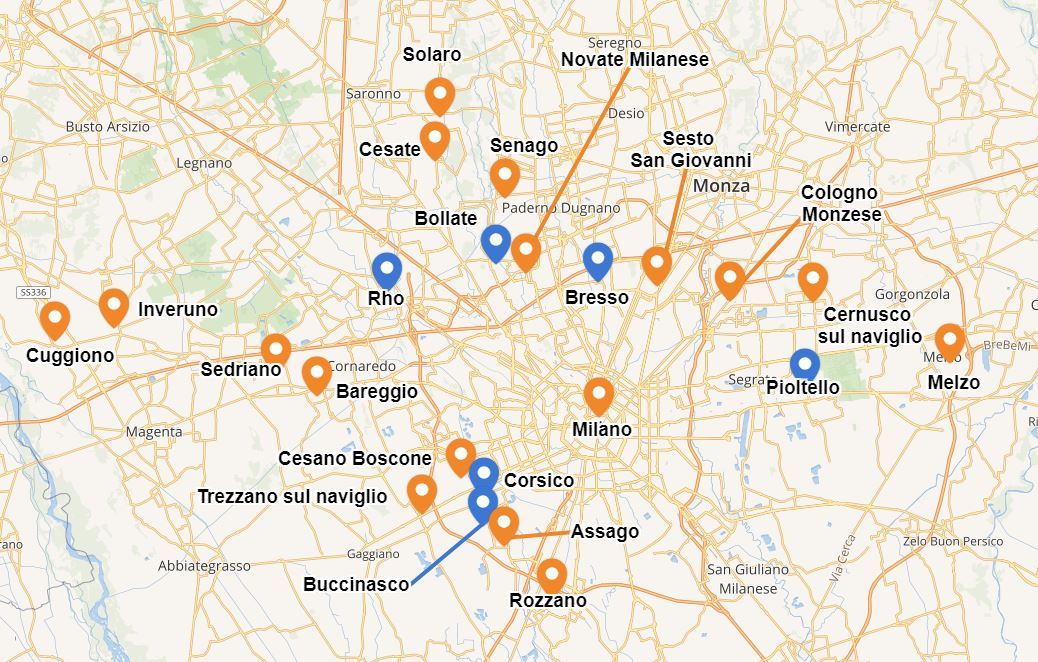
'ndrangheta in provincia di Milano (2018); in blu le locali accertate, in arancione la presenza di 'ndrine

Radicata sin dagli anni '50 e ancora molto attiva.
A Milano utilizza il mercato ortofrutticolo, dove è particolarmente diffuso il lavoro irregolare, come base logistica per il traffico della cocaina, particolarmente fiorente nel capoluogo lombardo.
Il 3 maggio 2007 è stata effettuata una vasta operazione antimafia a Milano e in altre città d'Italia, contro le 'ndrine Morabito, Bruzzaniti e Palamara (anch'essi di Africo), dopo un'indagine durata quasi due anni. I reati contestati sono estorsione e traffico internazionale di droga. Sono state eseguite 20 ordinanze di custodia cautelare e sequestrati a Milano 250 chili di cocaina proveniente dal Sud America che passava da Dakar in Senegal e successivamente dal Porto di Genova. Il camper che portava il carico era stato localizzato grazie a un ricevitore gps posizionato dalla squadra mobile milanese. Le cosche agivano nella zona dell'Ortomercato in via Lombroso e con il night club creato appositamente "For a King". Erano coinvolti politici, professionisti, ristoratori, dentisti, vigili urbani, società reali e fittizie. Secondo le indagini, il vertice dell'organizzazione era guidato da Salvatore Morabito. Il broker della cocaina è ritenuto fosse l'albergatore svizzero Pietro Luigi Giucovaz. L'uomo che intratteneva i rapporti tra la Calabria, Milano e il Brasile era Leone Autelitano.
Il 24 novembre del 2009 Carlo Cosco attira l'ex compagna Lea Garofalo (ormai fuoriuscita da mesi dallo speciale programma di protezione) a Milano in un appartamento in cui si trova Vito Cosco detto "Sergio" e viene uccisa.
A portar via il cadavere da quell'appartamento saranno poi Carmine Venturino, Rosario Curcio e Massimo Sabatino. Il corpo di Lea viene infatti portato a San Fruttuoso, un quartiere di Monza, dove viene poi dato alle fiamme per tre giorni fino alla completa distruzione (solo dopo la condanna di primo grado, Carmine Venturino inizia a fare dichiarazioni che nel processo d'Appello porteranno a rinvenire più di 2000 frammenti ossei e la collana di Lea Garofalo).
In data 22 dicembre 2011 la DDA di Catanzaro ordina l'ordinanza di applicazioni misure cautelari personali a Francesco Oliverio ritenuto a capo dell'omonimo clan di Belvedere Spinello e più 'ndrine distaccate nella valle del Neto in provincia di Crotone e nel milanese, relazionandosi direttamente con il Crimine di Cirò. Delitti in materie di armi, esplosivi e munizionamento, in particolare commercio di sostanze stupefacente abusivo esercizio di attività finanziaria, riciclaggio, reimpiego di denaro di provenienza illecita in attività economica, corruzione, favoreggiamento latitanti, corruzione e coercizione elettorale, intestazione fittizia di bene, ricettazione, omicidi.
Il 16 ottobre 2013 viene sciolto il primo comune per mafia in Lombardia: Sedriano. Il 5 novembre 2014 il Tar del Lazio discuterà il ricorso contro lo scioglimento presentato da sette consiglieri comunali. 
L'8 febbraio 2017 viene assolto l'ex sindaco di Sedriano Alfredo Celeste.
Il 16 aprile 2016 si conclude l'operazione "Mar Ionio", durata 5 anni, conclusasi con 6 arresti di presunti appartenenti Ruga-Metastasio-Loiero tra Milano e Monasterace. Avevano messo in piedi un traffico di droga con base logistica a Sesto San Giovanni, che importava cocaina dal Brasile e poi veniva venduta in Italia, Germania e Paesi Bassi.
Il 26 gennaio 2017 si conclude l'operazione "Provvidenza" che porta all'arresto di 33 persone collegate o affiliate ai Piromalli tra cui Antonio Piromalli, figlio di Pino Piromalli detto Facciazza, già in carcere. A Milano avevano messo in piedi in maniera illegale una serie di attività imprenditoriali in diversi settori: Pasquale Guerrisi si occupava dell'edilizia, si occupavano del settore turistico Francesco Cordì e Nicola Rucireta e Francesco Pronestì del settore abbigliamento. Il settore che gestivano in maniera internazionale era invece era quello alimentare ed in particolare la vendita di olio di sansa spacciato per olio di oliva negli Stati Uniti, grazie a Rosario Vizzari, amico di Antonio Piromalli in contatto con la società statunitense Olive oil company, e con le mafie del New Jersey, di Detroit, di Chicago e di Boston. L'olio veniva comprato in Grecia, Turchia e Siria, per poi passare dalla Calabria ed arrivare al mercato ortofrutticolo di Milano per poi essere spedito all'estero.
Il 24 maggio 2017 si conclude l'operazione "Area 51" che porta all'arresto di 21 persone, di cui presunti esponenti di 'ndrangheta dei Gallace che avevano base logistica ad Arluno, in Provincia di Milano da cui, almeno dal 2013, avrebbero organizzato traffici internazionali di cocaina con alcuni colombiani riforneno in particolare la città stessa di Arluno, Sedriano e Vittuone. Il rapporto tra i Gallace di Guardavalle (CZ) e Arluno sarebbe stato gestito da Raffaele Procopio mentre il gruppo era guidato da Francesco Riitano, cugino di primo grado di Vincenzo Gallace (in carcere).
Infine all'aeroporto di Malpensa due tecnici che si stavano apprestando a studiare le carlinghe degli aerei per poter all'interno nascondere lo stupefacente.
Il 6 novembre 2017 viene arrestato a Pioltello il ventiquattrenne Roberto Manno, e figlio di Francesco Manno e nipote di Alessandro Manno appartenenti al locale di Pioltello (in carcere dopo il processo Infinito) che per una estorsione la notte del 10 ottobre ha fatto esplodere un ordigno in via Dante Alighieri 9 nel palazzo dell'estorto.
Il 27 gennaio 2018 viene notificata un ordine di custodia cautelare al già arrestato Edoardo Novella, figlio dell'ex boss Carmelo, a seguito delle operazioni "Linfa" e "Kerina 2" che avevano già portato all'arresto di 13 persone per traffico di droga. A seguito dell'operazione il 10 marzo 2018 vengono arrestati Francesco Cicino e Vincenzo Montemurro rei di aver tentato un'estorsione nei confronti di Edoardo Novella, il quale sarebbe anche stato aggredito alla Tremont Car di Legnano (Milano).
Il 3 maggio 2018 viene arrestato a Buccinasco Domenico Sergi, nipote di Antonio Papalia detto "u carciutu" e fratello di Rocco Papalia, trovato con 4 chili di hashish e con una pistola semiautomatica.
Il 9 maggio 2018 si conclude l'operazione "Ignoto 23", nome nato dall'indagine Infinito del 2010 poiché Fortunato Calabrò fu l'unico a non essere individuato nel summit della Lombardia a Paderno Dugnano. Nella nuova operazione è stato accusato di associazione mafiosa e gli è stato sequestrato oltre 1 milione di euro.
A giugno 2018, durante il processo 'ndrangheta stragista depone Salvatore Annacondia, criminale di spicco nell'area di Bari e vicino a Cosa Nostra: "A Milano tutti facevano capo alla famiglia De Stefano di Reggio Calabria facente capo a (Domenico) Tegano, non c’era foglia che si muoveva senza il consenso dei Tegano".
Il 23 ottobre 2018 si conclude un'operazione dei carabinieri di Corsico contro il traffico di droga da Milano e Como con cui vengono arrestate 14 persone. Sarebbe stato messo in piedi uno spaccio di cocaina affidato ai marocchini da 4 fratelli dei Barbaro-Papalia: Antonio, Francesco, Giuseppe e Salvatore Barbaro.
Il 29 gennaio 2019 si conclude l'operazione "Ossessione" della Guardia di Finanza che porta all'arresto di 25 persone, tra cui presunti esponenti dei Mancuso in sodalizio con criminali albanesi (Elisabeta Kotja), marocchini e narcos colombiani, venezuelani (Clara Ines Garcia Rebolledo) e dominicani per un traffico internazionale di droga tra cui cocaina e hashish albanese e marocchina e con il criminale Giuseppe Campisi insieme ai Mazzaferro per l'hinterland di Milano e Carlo Cuccia e Ivo Menotta come custodi delle armi a Tradate.
L'8 novembre 2019 viene arrestato il già pregiudicato crotonese Giuseppe Carvelli legato ai Mancuso e ai Pesce, reo di aver creato con proventi del narcotraffico società fittizie quali la PMG Srl che gestiva il locale in franchising di pizzeria Tourlé a Sesto San Giovanni, la Cologno Food Srl che gestiva la pizzeria Tourlè di Cologno Monzese, la Torino Food Srl e la Milano Food Srl che avrebbe dovuto gestire un locale in Via Ripamonti mai aperto, infine un Hotel della Lincoln Sas a Cinisello Balsamo.
6 settembre 2022: Operazione Metropoli-Hidden Economy contro traffico di armi e droga che porta all'arresto di 13 presunti indagati tra cui Davide Flachi, figlio di Giuseppe Flachi
Il 22 novembre 2022 vengono arrestate 49 persone di cui molte riconducibili alla locale di Rho, accusate a vario titolo di traffico di stupefacenti e intestazione fittizia di beni. Per la prima volta è stato verificato l'operatività e il ruolo organizzativo di una donna in gruppo criminale di 'ndrangheta al Nord Italia.
Il 15 aprile 2024 la Guardia di Finanza sequestri 4 aziende che gestivano i ristoranti del mercato comunale del quartiere Isola che farebbero capo a Salvatore Giacobbe affiliato con dote di Vangelo.
Il 25 febbraio 2025 vengono indagate 6 persone dedite dal 2020 al narcotraffico tra la provincia di Milano e Monza e Brianza con base in via Giardengo a Milano. A capo Francesco Orazio Desiderato, presunto esponente dei Mancuso.
| Località              | 'ndrine | Attività illecite |
| --------------------- | --- | --- |
| Milano                | Barbaro, Branca, Criaco, Crisafulli, De Luca, Flachi, Mazzaferro, Morabito, Maesano-Pangallo, Paviglianiti, Pesce, Ruga, Serraino-Di Giovine | Traffico di droga (2012), appalti, edilizia |
| Arluno                | Gallace | Traffico di droga (Operazione Area 51 del 2017) |
| Assago (MI)           | Piromalli, Mammoliti | |
| Bareggio              | Musitano | |
| Bollate               | Mandalari, Gallace-Novella | |
| Bresso                | Flachi | |
| Buccinasco            | Amanta, Barbaro, Catanzariti, Molluso, Papalia, Parisi, Perre, Trimboli, Violi                                                               | Traffico di droga (Operazione Cerberus del 2008) |
| Cesano Boscone        | Facchineri, Piromalli, Mammoliti | traffico di droga |
| Cernusco sul Naviglio | Bellocco | Infiltrazione in imprese (Operazione Blue Call del 2012) |
| Cologno Monzese       | Arena, Nicoscia, Paparo | sfruttamento immigrazione, favoreggiamento latitanti, infiltrazioni nelle grandi opere pubbliche, intimidazioni verso imprese, estorsioni (Operazione Isola del 2009) |
| Cormano               | | |
| Cornaredo             | Mazzaferro (negli anni '70), Mangeruca | |
| Corsico (MI)          | Amanta, Barbaro, Catanzariti, De Luca, Molluso, Papalia, Parisi, Perre, Trimboli, Violi                                                      | |
| Cuggiono              | Callipari | |
| Inveruno              | Manno, Maiolo | |
| Melzo                 | Arena, Nicoscia, Paparo | |
| Novate                | Mandalari, Gallace-Novella | |
| Pioltello (MI)        | Manno, Maiolo | Estorsione (2017) |
| Pregnana Milanese     | Muraca | |
| Rho                   | Oliverio | Traffico di droga (2022), Intestazione fittizia di beni (2022) |
| Pero                  | Oliverio | |
| Rozzano               | Piromalli, Mammoliti | |
| Sedriano              | Gallace, Di Grillo-Mancuso | Presunte infiltrazioni in politica (2017), Traffico di droga (Operazione Area 51 del 2017)                                                                            |
| Sesto San Giovanni    | Ruga | Traffico di droga (2016) |
| Settimo Milanese      | Ruga-Loiero-Metastasio | Traffico di droga (2012) |
| Trezzano sul Naviglio | Ruga | Traffico di droga |
| Solaro                | | |
| Vittuone              | Gallace | Traffico di droga (Operazione Area 51 del 2017) |

### Provincia di Bergamo
L'11 marzo 2019 vengono arrestate 19 persone tra la Calabria e la Lombardia, accusate a vario titolo di danneggiamento, riciclaggico, estorsione e associazione mafiosa. Operavano tra le province di Bergamo e Brescia e sarebbero riconducibili ai De Stefano. Le indagini sono partite da un incendio di un capannone di autotrasporti a Seriate.
| Località | 'ndrine         | Attività illecite                                               |
| -------- | --------------- | --------------------------------------------------------------- |
| Bergamo  | Pesce, Bellocco | Traffico di droga                                               |
| Seriate  | De Stefano      | Estorsione? (2019), Riciclaggio? (2019), danneggiamenti? (2019) |

### Provincia di Brescia
La seconda relazione semestrale del 2022 della DIA afferma che nella provincia di Brescia 'ndrangheta è ormai radicata
Di seguito le ultime operazioni contro la 'ndrangheta riguardanti l'area bresciana:
Il 20 gennaio 2009 si conclude l'operazione "Centauro", durata due anni, che porta all'arresto di 40 persone tra cui Domenico Mammoliti.
Il 15 marzo 2014 si conclude l'operazione "Mamerte" di Polizia, Carabinieri e Guardia di Finanza che indaga sul Locale di Lumezzane, nell'omonimo paese e al suo traffico di droga e riciclaggio. Viene scoperta una riunione, in tal proposito, in una cascina ad Orzinuovi tra esponenti di Lumezzane ed esponenti del locale di Oppido Mamertina in Calabria. Tra gli indagati anche Luca Sirani, riciclatore di denaro per i Facchineri e la Banda della Magliana.
Dal processo è scaturito il processo Mamerte, ancora in corso, tra gli imputati Giuseppe Piromalli (1963).
L'11 marzo 2019 vengono arrestate 19 persone tra la Calabria e la Lombardia, accusate a vario titolo di danneggiamento, riciclaggico, estorsione e associazione mafiosa. Operavano tra le province di Bergamo e Brescia e sarebbero riconducibili ai De Stefano.
Il 9 novembre 2023 si conclude l'operazione "Glicine-Acheronte" e tra i diversi arrestati figura Mario Megna, dell'omonima 'ndrina crotonese a cui è stato chiuso il piccolo negozio di alimentari di un campeggno a Sirmione. Tra i piani c'era anche di aprire una sala slot.
| Località  | 'ndrine                           | Attività illecite |
| --------- | --------------------------------- | ----------------- |
| Brescia   | Pesce, Bellocco                   | Traffico di droga |
| Lumezzane | Mazzaferro, Randò, Monea, Cordoma |                   |
| Padenghe  | Pesce,                            | Latitanza         |
| Sirmione  | Megna,                            |                   |

### Provincia di Como

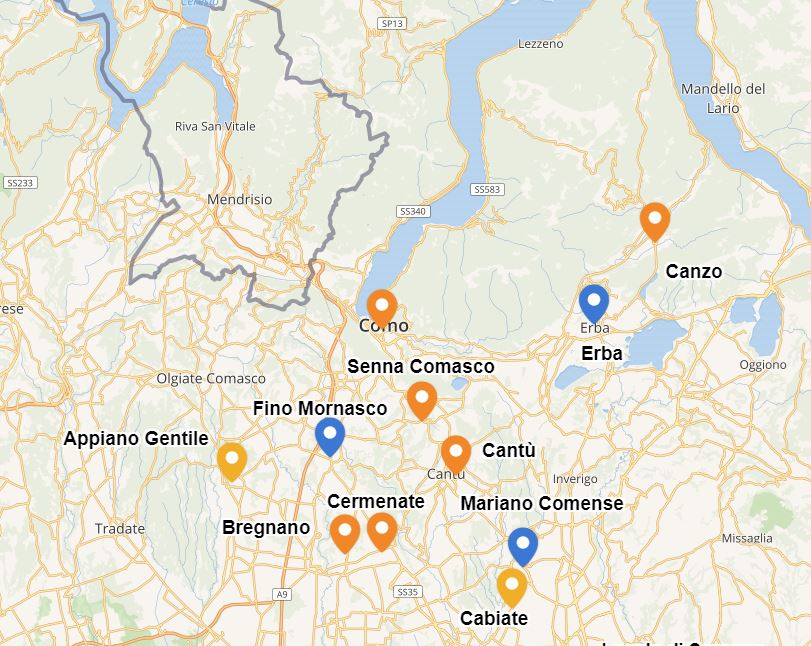
'Ndrangheta in Provincia di Como (2017)

La prima presenza mafiosa risale agli anni '50 quando si insediarono nel comasco ndranghetisti di Giffone, in Provincia di Reggio Calabria.
Tra il 1965 e il 1975 con il provvedimento del soggiorno obbligato nella provincia di Como arrivano 44 boss.
Nascono quindi le prime locali a Como, Socco (frazione di Fino Mornasco), Cermenate e Mariano Comense.
Dagli anni '70 fino al 1992 il territorio del comasco ed in parte della Brianza ha conosciuto la presenza del boss Franco Coco Trovato di Marcedusa che in quegli mise in piedi una rete di narcotraffico insieme a Giuseppe Flachi di Milano e ad Antonio Papalia di Buccinasco (Provincia di Milano). Con i soldi ricavati dal traffico di droga diventa proprietario di ristoranti e pizzerie, imparentato coi De Stefano di Reggio Calabria.
Nello stesso periodo Giuseppe Mazzaferro di Marina di Gioiosa Jonica, dal soggiorno obbligato a Cornaredo (Provincia di Milano) inizia a gestire un clan creando o presenziando in tutta la Lombardia in ben 16 locali di cui 6 in Provincia di Como.
Negli anni '90 viene messo in piedi un traffico di eroina proveniente dalla Turchia che veniva spacciata tra Como, Saronno, Fino Mornasco e Rovellasca dalla famiglia Spinella-Ottinà ad un prezzo minore dei Coco Trovato e che il 5 marzo 1993 porta all'omicidio di Diego Spinella a Turate.
Sarà poi il pentito Antonio Bruno a svelare che tra i vertici dell'organizzazione c'erano proprio Diego Spinella e Francesco e Rocco Giovanni Ottinà che importavano 100 chili di eroina al mese ad un prezzo tra i 33 milioni e i 27 milioni di lire al chilo.
Nel 1994 con l'operazione "Notte dei fiori di San Vito" vengono emessi 370 ordini di custodia cautelare che portano alla luce l'attività di ben 6 locali in Provincia di Como creati dai Mazzaferro: Como, Fino Mornasco, Appiano Gentile, Cermenate, Mariano Comense e Senna Comasco.
Nel 2004, nel carcere di Como si incontrano Luciano Nocera e Luigi Vona, il primo in due settimane diete la dote di camorrista e poi di santa.
Nel 2010 con l'operazione Infinito e l'omonimo processo vengono svelati e confermati l'esistenza dei locali di Canzo-Asso, Cermenate, Erba e Mariano Comense.
A Canzo era capo-locale il santista Luigi Vona e si era recentemente distaccato dal locale di Erba, comandato da Pasquale Giovanni Varca.
Il 18 novembre 2014 si conclude l'operazione "Insubria": vengono arrestate 40 persone, presunte affiliate ai locali di Fino Mornasco, Cermenate.
Il 18 febbraio 2016 si conclude l'operazione "Crociata" dei carabinieri che porta all'arresto di 28 persone tra cui alcuni presunti affiliati al locale di Mariano Comense. Gli arrestati sono accusati di traffico internazionale di droga, estorsione e rapina. Facevano venire l'hashish dal Marocco, la marijuana dall'Albania e la cocaina dalla Romania.
Il 25 gennaio 2017 vengono arrestate Fortunato Bartone (già in carcere) ritenuto vicino al clan Galati di Cabiate, Marcello Stagno e Rocco Gatto ritenuto affiliato al Locale di Seregno accusate di avre pratico usura a Mariano Comense negli ultimi 3 anni e considerati vicini ai Galati di Cabiate.
Il 26 settembre 2017 continua un nuovo ramo dell'operazione Infinito: vengono arrestate 24 persone, tra cui elementi originari della 'ndrangheta di San Luca e facenti parte del Locale di Limbiate e di Mariano Comense accusati di traffico di cocaina ed estorsione nell'area di Cantù; tra questi Giuseppe Morabito di Africo. A Cabiate è stato trovato un deposito di armi.
Il 19 aprile 2019 si conclude il primo grado del processo condannando il capo Giuseppe Morabito a 18 anni di carcere e gli altri imputati arrivando ad un totale di 100 anni di carcere. Il Comune di Cantù ha deciso di non costituirsi parte civile durante il processo in quanto secondo loro sarebbero solo atti di bullismo.
A luglio 2018 il processo Insubria condanna in appello diversi componenti della locale di Fino Mornasco e Cermenate.
Il 6 dicembre 2018 viene arrestato a Temara in Marocco Angelo Filippini, comasco originario di Seminara, vicino ai Spinella-Ottinà del comasco fino agli '90, latitante da 22 anni e condannato a oltre 11 anni di carcere per traffico di eroina proveniente dalla Turchia.
Il 19 luglio 2019 muore a 85 anni Salvatore Muscatello condannato a 16 anni di carcere che scontava agli arresti domiciliari. Durante la riunione per la decisione del Mastro Generale della Lombardia sostenne la candidatura vincente di Pasquale Zappia.
| Località        | 'ndrine                         | Attività illecite                                                                    |
| --------------- | ------------------------------- | ------------------------------------------------------------------------------------ |
| Como            | Bellocco, Mazzaferro, Pesce     | Traffico di droga                                                                    |
| Appiano Gentile | Mazzaferro                      |                                                                                      |
| Bregnano        | Chindamo-Lamari                 | Traffico di droga, riciclaggio                                                       |
| Cabiate         | Galati                          | Deposito di armi ritrovato nel 2017                                                  |
| Cantù           | Morabito                        | traffico di cocaina, estorsione                                                      |
| Canzo           |                                 |                                                                                      |
| Cermenate       | Mazzaferro                      | Processo Insubria del 2018                                                           |
| Erba            | Arena-Nicoscia                  |                                                                                      |
| Fino Mornasco   | Mazzaferro                      | Processo Insubria del 2018                                                           |
| Mariano Comense | Mazzaferro, Mancuso, Muscatello | Traffico di droga internazionale, estorsioni                                         |
| Mozzate         | Tripepi-De Marte-Spinella       | traffico di droga(Operazione San Marco 2014), estorsioni (Operazione San Marco 2014) |
| Rovellasca      | Spinella-Ottonà                 | traffico di eroina fino al 2000 (Notte dei fiori di San Vito 1994-2001)              |
| Senna Comasco   | Mazzaferro                      |                                                                                      |

### Provincia di Cremona
(Studio di "Mafia ed economia in Lombardia" di CROSS e CGIL del 2024)
L’Indice di penetrazione mafiosa nella provincia si attesta al livello 3 su 5 con monopolio della 'ndrangheta.
È ancora in corso il processo Pesci contro esponenti dei Grande Aracri che opererebbero a Mantova e Cremona..
A inizio 2018 si conclude l'operazione Stige, in cui vengono arrestati diversi esponenti dei Farao-Marincola, di cui 4 a Cremona coinvolti in diverse attività illecite in Calabria, Emilia-Romagna e Germania.
Secondo le indagini Francesco Lamanna sarebbe il referente del cremonese dei Grande Aracri.
| Località | 'ndrine       | Attività illecite                 |
| -------- | ------------- | --------------------------------- |
| Cremona  | Grande Aracri | Edilizia, estorsione (Stige 2018) |

### Provincia di Lecco
Nel 1975 viene creato il locale di Calolziocorte con a capo, l'ora pentito, Raffaele Iaconis.
Negli anni '90 l'operazione Wall Street conferma per la prima volta la presenza della 'ndrina capeggiata da Franco Coco Trovato tra la provincia di Lecco e di Como nonché l'omonima sentenza condanna all'ergastolo il medesimo.
Nel 1996 nell'operazione Fiori della notte di San Vito 2 finisce implicato il presunto vangelista Bartolomeo Mandaglio del locale di Calolziocorte.
Il 2 aprile 2014 si conclude l'operazione "Metastasi" della Guardia di Finanza con l'arresto di 10 persone, accusate di estorsione, turbativa d'asta e corruzione, tra cui Mario Trovato, fratello di Franco Coco Trovato. L'operazione vengono coinvolti anche il sindaco di Valmadrera, 2 consiglieri comunali di Lecco. Dall'operazione si evincono i legali tra il locale di Lecco e di Calolziocorte.
Il 18 novembre 2014 si conclude l'operazione "Insubria": vengono arrestate 40 persone, di cui alcune presunte affiliate al locale di Calolziocorte in provincia di Lecco.. A capo ci sarebbe Antonino Mercuri “Pizzicaferro, Marco Condò invece sarebbe il mastro di giornata e altri membri con dote di santista, vangelista e trequartino. A luglio 2018 il processo Insubria condanna in appello diversi componenti della locale di Calolziocorte oltre che di Fino Mornasco e Cermenate.
Il 9 febbraio 2021 vengono arrestati nell'operazione "Cardine Metal Money", coordinata dalla Distrettuale Antimafia di Milano, 18 persone accusate a vario titolo di associazione di tipo mafioso, associazione per delinquere finalizzata al traffico illecito di rifiuti, frode fiscale, autoriciclaggio, usura ed estorsione, tra cui Cosimo Vallelonga (1951), Paolo Valsecchi e Vincenzo Marchio. Il 24 ottobre 2023 la corte di cassazione annulla il processo con rinvio per le accuse di associazioni a delinquere di stampo mafioso
Il 26 settembre 2023 si conclude l'operazione "Karphatos" in cui è stata notificata una misura cautelare a Beniamino Bianco, ex commerciale dell'azienda municipalizzata dei rifiuti della provincia di Lecco che avrebbe assunto gli affiliati delle 'ndrine di Petronà (Provincia di Catanzaro) tra cui Danilo Monti, Claudio Gentile (Valmadrera) e Vincenzio Marchio (Calolziocorte), tutti e 3 condannati nel processo Cardine Metal Money del 2021.
| Località         | 'ndrine            | Attività illecite |
| ---------------- | ------------------ | --- |
| Lecco            | Piromalli, Trovato | Traffico di droga (Operazione Wallstreet negli anni '90), intestazione fittizia di beni (Provvidenza 2017), riciclaggio (Provvidenza 2017) |
| Ballabio         |                    | (Wall Street 1992) |
| Calolziocorte    |                    | (Oversize), traffico di droga (Insubria 2014)                                                                                              |
| Castello Brianza |                    | (Insubria 2014) |
| Colico           | Trovato            | traffico di rifiuti, riciclaggio, appalti, estorsioni                                                                                      |
| Galbiate         | Bubbo, Trovato     | (Oversize 2006) |
| Olginate         | Trovato            | traffico di droga (Oversize 2006) |
| Valmadrera       | Trovato            | corruzione, concussione ed estorsione (Metastasi 2014)                                                                                     |

### Provincia di Lodi
Nel 2013 con l'operazione "Fly Hole" si scopre che venivano sversati illecitamente rifiuti provenienti dal Sud Milano in una cava di San Rocco al Porto, 8 le persone arrestate.
.
Da questa operazione sono scaturite le operazioni "Parco Sud" e "Parco Sud II".
Il 19 maggio 2016 viene catturato a Lodi dopo un anno di latitanza Angelo Romeo, affiliato agli Alvaro; è accusato di traffico di droga internazionale.
A gennaio 2017 si conclude l'operazione "Big Brothers" in cui la Guardia di Finanza di Lodi arresta 22 persone accusate a vario titolo di spaccio di droga nel lodigiano e nel sud Milano.
Il 29 novembre 2017 viene arrestato a Lodi Vecchio, nell'ambito dell'operazione "Stupor Mundi", Giuseppe Morabito che dal 2002 spacciava droga proveniente da Paesi Bassi e Belgio e diretta al mercato piemontese e lombardo.
Il 5 dicembre 2018 nell'ambito dell'operazione "Pollino" vengono arrestati due presunti affiliati rei di aver spacciato droga tra Lombardia ed Emilia-Romagna.
| Località           | 'ndrine | Attività illecite                                   |
| ------------------ | ------- | --------------------------------------------------- |
| Lodi               |         | Spaccio di droga (Big Brothers 2017)                |
| Lodi Vecchio       |         | Spaccio di droga (Stupor Mundi 2017 e Pollino 2018) |
| San Rocco al Porto |         | Sversamento illecito di rifiuti (Fly Hole 2013)     |

### Provincia di Mantova
La presenza nella provincia è da far risalire agli anni '80 del secolo scorso: Vi sono gli Oliverio originari della frazione Pompa di Cutro, i Ferrazzo di Mesoraca e degli Arena e dei Nicoscia di Isola Capo Rizzuto.
Dagli anni '90 comincia l'espansione da Reggio Emilia dei Grande Aracri.
Dal terzo rapporto trimestrale 2016 dell'Osservatorio sulla criminalità organizzata dell'Università degli Studi di Milano viene menzionata la presenza di esponenti di 'ndrangheta ad oggi evidenziata dal raddoppiamento rispetto all'anno precedente dei numeri di reati di estersione e incidenti intimidatori.
Da segnalare inoltre che è ancora in corso il processo Pesci contro esponenti dei Grande Aracri che operavano a Mantova e Cremona.
Il 27 settembre 2017 un troncone del processo Aemilia condanna Nicolino Grande Aracri insieme ad altre 9 persone per estorsione, detenzione abusiva di armi e associazione mafiosa, reati commessi tra il mantovano e Cremona.
Nell'operazione Grimilde conclusasi il 25 giugno 2019 emergerebbe anche l'infiltrazione dei Grande Aracri in storiche aziende del riso come Riso Roncaia di Castelbelforte e Riso Scotti la truffa per l'ottenimento di fondi europei attraverso l'Agenzia per le erogazioni in agricoltura.
| Località         | 'ndrine         | Attività illecite                            |
| ---------------- | --------------- | -------------------------------------------- |
| Mantova          | Grande Aracri   | Edilizia, estorsione                         |
| Bagnolo San Vito | Grande Aracri   | Edilizia, estorsione (2009-2012)             |
| Borgo Virgilio   | Grande Aracri   | Edilizia, estorsione (2009-2012)             |
| Borgo Virgilio   | Ferrazzo        |                                              |
| Campitello       | Grande Aracri   | Edilizia (2012)                              |
| Castelbelforte   | Grande Aracri   | Truffa sui fondi europei (Grimilde del 2019) |
| Curtatone        | Ferrazzo        |                                              |
| Suzzara          | Oliverio        |                                              |
| Viadana          | Arena, Nicoscia |                                              |

### Provincia di Monza e Brianza

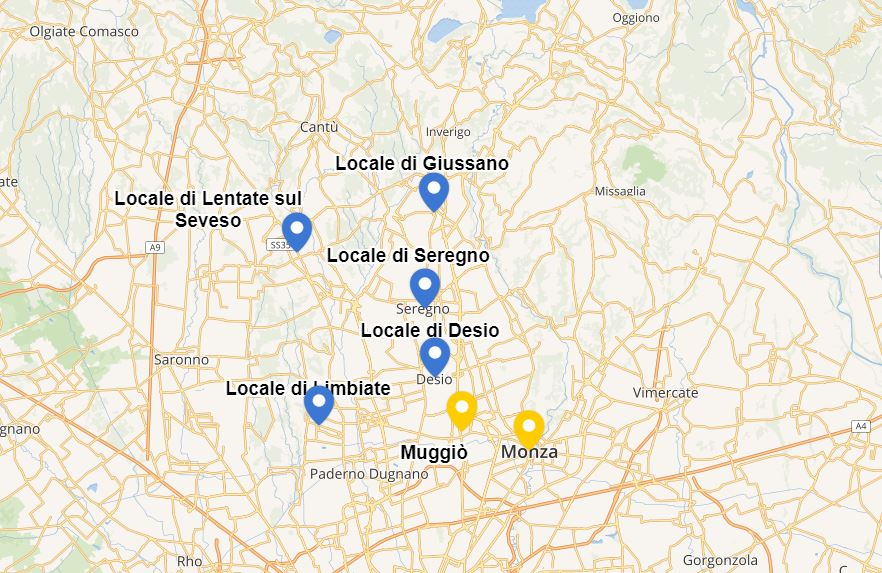
'ndrangheta in Provincia di Monza e Brianza (2017), in blu i locali e in giallo le 'ndrine

I locali della provincia accertati sono il locale di Seregno che sarebbe attivo sin dalla fine degli anni '80 con a capo Cosimo Priolo, secondo l'indagine Infinito del 2010, il locale di Desio degli Iamonte-Moscato con a capo Annunziato Moscato e Pio Candeloro attivo si dagli anni '70 ed il locale di Giussano nato nel 2008 e retto da Antonino Belnome, con dote di Padrino e pentito dal 2010.
Quest'ultimo locale in particolare aveva come esponenti: Ulisse Panetta con il ruolo di "contabile" e dote di Santa che dopo l'operazione Infinito del 2010 e gli arresti conseguenti diventa capo-società e quindi vice del nuovo capo-locale di Michele Panajia che a sua volta sostituisce Antonino Belnome; ci sono i fratelli Pasquale con dote di Santa, e a cui successivamente viene conferita quella di vangelo.
Nel 2012 l'operazione Ulisse colpisce il locale e a marzo 2016 l'omonimo processo commina diverse condanne, tra cui a Rocco Cristello, cugino dell'omonimo boss ucciso nel 2008 e considerato capo-locale, Claudio Formica considerato capo-società; processo che solo un anno prima stava per saltare per un'eccezione di incompetenza territoriale.
Nel 2010, l'operazione Infinito che mette allo scoperto la struttura ndranghetistica denominata Lombardia, in questa provincia disarticola i tre locali di Seregno, Giussano e Desio.
Dopo l'arresto ed il pentimento del capo locale di Giussano Antonino Belnome, il nuovo capo-locale diventa Micheal Panajia, originario di Sant'Ilario dello Ionio per poi essere arrestato e pentirsi 2 anni più tardi, nel 2012.
Il locale di Seregno con a capo Rocco Cristello, ucciso il 27 marzo 2008 a Verano Brianza, secondo il pentito Antonino Belnome per contrasti in seno alla 'ndrina dei Gallace-Novella.
Il nuovo capo locale di Seregno fu un certo Cosimo Priolo.
Dal quel momento il reggente della 'ndrina dei Cristello, secondo Belnome, sarebbe Valeriano Siragusa, arrestato insieme ad altri 8 elementi della sua organizzazione per traffico di droga tra Seregno, Giussano e Mariano Comense, tra cui anche Domenico ed Emanuele Cristello il 30 novembre 2015.
L'ultimo evento giunto alle cronache dopo l'operazione Infinito che colpì tutta la Lombardia, nella provincia di Monza e Brianza è del 30 novembre 2015 quando con l'operazione dei Carabinieri "Disco Italia" dal nome di una discoteca di Cesano Maderno che ha portato all'arresto di 9 persone accusate di detenzione di armi, traffico di stupefacenti, tentato omicidio e altri reati, presunte affiliate dei Cristello.
I 9 operavano anche nella provincia di Milano e Como.
La droga veniva venduta a Seregno, Giussano e Mariano Comense, a Seregno un bar e una sala giochi erano usati come logistica.
La corte di Cassazione il 20 settembre 2018 annulla le condanne di Emanuele Cristello, Simone Cristello e Matteo Zibra, Valeriano Siragusa e domenica Cristello.
Il 26 gennaio 2016 la DDA di Milano arresta il chirurgo plastico Arturo Sgrò e il carrozziere Ignazio Marrone, accusati di essere membri degli Iamonte-Moscato del locale di Desio retto ora da Giuseppe Pensabene. Il primo visitava e curava membri della 'ndrangheta mentre il secondo metteva a disposizione la sua officina per gli incontri. Sono accusati entrambi di aver riscosso crediti per i membri detenuti. Marrone fu coinvolto nel processo Infinito del 2010. Marrone in quanto siciliano era autorizzato dal locale a risolvere le questioni anche con famiglie di Cosa Nostra, in particolare i Rinzivillo di Gela; per la Calabria invece era in contatto con i Molluso e i Mancuso.
Ormai dal 2008 nell'area di Seregno per le famiglie dei Cristello e degli Stagno, intercettando Paolo De Luca affiliato alla 'ndrina distaccata degli Stagno a Seregno ed in contatto con i Mancuso di Limbadi (VV) si delineano i rapporti tesi, tra cui gli omicidi di Rocco Stagno e Rocco Cristello. In occasione dell'uscita di carcere di Umberto Cristello il 18 febbraio 2016 De Luca insieme ad un sodale prendono in considerazione la venuta di uomini dalla Calabria a sostegno del conflitto con la famiglia rivale. Queste intercettazioni il 26 giugno 2017 portano alla richiesta di una nuova misura cautelare nei suoi confronti.
Il 26 settembre 2017 si conclude un nuovo ramo dell'operazione Infinito: vengono arrestate 24 persone, tra cui presunti affiliati al Locale di Limbiate, un imprenditore ed il sindaco di Seregno e l'ex vicepresidente della Regione Lombardia di Forza Italia, Mario Mantovani.
Il 9 maggio 2018 si conclude l'operazione Ignoto 23 in cui a Fortunato Calabrò (uno di coloro che partecipò al summit della Lombardia a Paderno Dugnano) e Rosario Sarcone (già noto nell'operazione Dedalo e figlio di Salvatore Sarcone ucciso a Rho nel 1989 a causa di una rapina in banca in Calabria non autorizzata dalle 'ndrine) vengono sequestrati beni dal valore di 1.400.000 euro..
Il 2 agosto 2018 vengono sequestrati a Orlando De Masi affiliato dal 2010 al locale di Giussano beni del valore di 2 milioni di euro tra cui la sua residenza a Motta Visconti, la villa di Santa Caterina dello Ionio e i capannoni di Zelo Surrigone in cui si sono svolti incontri di 'ndrangheta.
Il 9 ottobre 2018 al tribunale penale federale di Bellinzona comincia il processo contro Cosimo Leotta residente a Bienne in Svizzera, e facente parte del locale di Giussano, nonché tramite dei Novella originaria di Guardavalle in Lombardia e Svizzera, sotto il comando di Antonino Belnome. Già nel 2002 avrebbe avviato un piccolo traffico di armi tra Guardavalle e il nord Italia su consiglio del capo di 'ndrangheta di Monasterace Andrea Ruga. Infine avrebbe anche gestito il Night club "Magic" di Borgaro Torinese per conto di Aldo Cosimo e Adolfo Crea. Il 27 novembre 2018 il Tribunale penale federale di Bellinzona lo ha condannato a 3 anni e 8 mesi di carcere, colpevole di aver partecipato, dal 2003 al 2011, alle attività delle locali di Giussano e Seregno ed essere stato coinvolto in un traffico di armi per predette locali.
Il 25 ottobre 2023 si conclude l'operazione Hydra vengono arrestati anche elementi degli Iamonte di Desio
| Località           | 'ndrine                                | Attività illecite |
| ------------------ | -------------------------------------- | --- |
| Monza              | Arena, Iamonte, Mazzaferro             | Narcotraffico |
| Desio              | Iamonte (Hydra 2023), Moscato          | Appalti, traffico di rifiuti, furto                                                                                    |
| Giussano           | Gallace, Novella                       | Risiede un locale attivo dal 2008 con a capo Antonino Belnome e dipendente dal locale di Guardavalle (Gallace-Novella) |
| Lentate sul Seveso | Mazzaferro                             | |
| Limbiate           | Iamonte                                | |
| Muggiò             |                                        | |
| Seregno            | Cristello, Mancuso, Mazzaferro, Stagno | Estorsione, Agenzia di sicurezza (Buttafuori), traffico di droga, voto di scambio                                      |
| Vimercate          | Miriadi-Iamonte, Flachi                | Estorsioni, traffico di droga                                                                                          |

### Provincia di Pavia
Nel 1981 viene rapito l'imprenditore Giuliano Ravizza durato 3 mesi e rilasciato dopo aver ottenuto un riscatto di 4 miliardi di lire. Tra gli arrestati figurò Giuseppe Nirta che lavorava come bidello in un istituto tecnico di Voghera. Fu condannato a 27 anni di carcere.

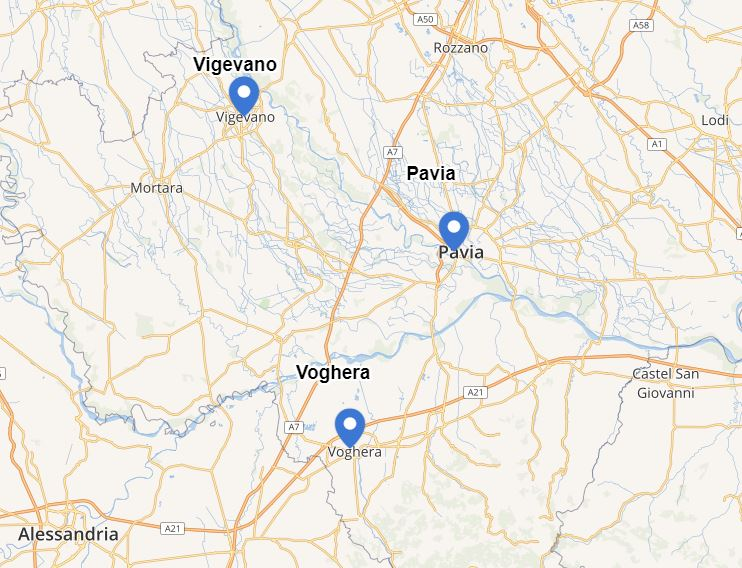
'ndrangheta in Provincia di Pavia (2017)

Ad oggi, grazie all'operazione Notte dei fiori di San Vito del 1994, si conosce l'esistenza del Locale di Pavia, la cui esistenza viene nuovamente accertata dall'operazione Infinito del 2010, il capo-locale fino ad allora era Francesco Bertucca.
Da questa operazione si scopre anche l'esistenza del Locale di Voghera.
Con l'operazione ed il seguente processo Infinito vengono arrestati e condannati Giuseppe "Pino" Neri capo della massima struttura di vertice di ndrangheta in Lombardia e l'ex direttore sanitario dell'Asl di Pavia Carlo Chiriaco.
Il 3 novembre 2016 si conclude l'operazione Lex dei carabinieri che porta all'arresto di 49 persone, di cui 9 a Voghera, presunte affiliate dei Chindamo-Ferrentino e dei Lamari, entrambe insediate a Voghera con contatti con la cosca madre di Laureana di Borrello, ed accusati di traffico di armi e droga. Il capo sarebbe stato Marco Ferrentino che diramava gli ordini del fratello Alessandro in carcere nipoti del più noto Giosuè Chindamo.
Il 24 marzo 2017 si conclude l'operazione Gomorra 2, durata 3 anni che porta all'arresto di 19 persone che avevano un'organizzazione di spaccio di cocaina e anfetamine a Vigevano. Si rifornivano dello stupefacente dalla 'ndrangheta di Milano.
| Località | 'ndrine                    | Attività illecite              |
| -------- | -------------------------- | ------------------------------ |
| Pavia    | Mazzaferro                 |                                |
| Vigevano | Valle                      | Spaccio di droga               |
| Voghera  | Chindamo-Ferrentino-Lamari | Traffico di droga, riciclaggio |

### Provincia di Sondrio
| Località | 'ndrine         | Attività illecite |
| -------- | --------------- | ----------------- |
| Sondrio  | Pesce, Bellocco | Traffico di droga |

### Provincia di Varese
(Intercettazione di Antonia Versaci, Krimisa 2019)

#### Anni '50/60/70 - Le origini
Il primo capobastone di rilievo ad arrivare in Lombardia è Giacomo Zagari di San Ferdinando nel 1954, della piana di Gioia Tauro. Vive per un periodo a Malnate e poi si trasferisce a Buguggiate. 
Nel 1997 viene affiliato al locale di Lonate il siciliano Emanuele De Castro.

#### Anni 2000 - Bad Boys - La faida di Lonate Pozzolo e la reggenza Rispoli
All'inizio degli anni 2000 avvengono una serie di omicidi riconducibili alla gestione del comando della Locale di Legnano-Lonate Pozzolo, in particolare l'omicidio di Domenico Scafidi residente a Busto Arsizio e ucciso a Dairago nel dicembre 2004, l'omicidio di Alfonso (Ucciso a Lonate Pozzolo nel 2006) e Cataldo Murano, di Giuseppe Russo, di Antonino Grasta (ucciso nel 2000), di Aloisio Cataldo ucciso a San Giorgio su Legnano ma residente a Reggio Emilia e genero di Giuseppe Farao
Nel 2009 si conclude l'operazione "Bad Boys" che porta all'arresto di 39 persone riconducibili al locate di Lonate-Legnano a cavallo tra la provincia di Varese e Milano.

#### L'operazione Infinito del 2010
Secondo i risultati delle indagini conseguenti all'operazione Infinito del 2010, dagli anni '90 esisterebbe il locale di Lonate-Legnano a cavallo tra la provincia di Varese e Milano con a capo Vincenzo Rispoli e riconducibile alla criminalità crotonese di Cirò ed alle 'ndrine dei Farao-Marincola.

#### Oggi - Le operazioni Atlantic, Ossessione, Krimisa e Hydra
Il 15 ottobre 2018 si conclude l'operazione "Atlantic" che porta all'arresto di 15 persone accusate a vario titolo di spaccio di sostanze stupefacenti (cocaina, marijuana e hashish), i cui proventi sarebbero stati reinvestiti nel bar Atlantic e nel bar Rafael del parco comunale di Lonate Pozzolo ed in un'area di parcheggio a Ferno, nei pressi di Malpensa.
Il 29 gennaio 2019 si conclude l'operazione "Ossessione" della Guardia di Finanza che porta all'arresto di 25 persone, tra cui presunti esponenti dei Mancuso in sodalizio con criminali albanesi (Elisabeta Kotja), e narcos colombiani, venezuelani (Clara Ines Garcia Rebolledo) e dominicani per un traffico internazionale di droga tra cui cocaina e hashish albanese e marocchina e con il criminale Giuseppe Campisi insieme ai Mazzaferro per l'hinterland di Milano e Carlo Cuccia e Ivo Menotta come custodi delle armi a Tradate.
Il 4 luglio 2019 si conclude l'operazione "Krimisa", partita da una denuncia di un imprenditore, un unicum, con 34 ordinanze di custodia cautelare tra cui nei confronti di presunti esponenti della Locale di Legnano-Lonate Pozzolo e a diverso titolo accusate di associazione mafiosa, danneggiamento, estorsione, minacce, detenzione e porto abusivo di armi, detenzione e spaccio di sostanze stupefacenti, un'inchiesta legata in particolar modo alla gestione economica di alcuni parcheggi vicino all'aeroporto di Malpensa (Malpensa Car Parking, Parking Volo Malpensa, e il sequestro di oltre la metà delle quote della società Star Parkings) e possibili legami con l'ex sindaco di Lonate Pozzolo Danilo Rivolta a cui avrebbero fornito un pacchetto di voti in cambio di un assessorato per la nipote del defunto Alfonso Murano (28 febbraio 2006 a Ferno) affiliato al locale. Tra gli indagati il consigliere comunale di Fratelli D'Italia di Ferno Enzo Misiano, il coordinatore regionale dei Cristiano-Popolari Peppino Falvo ed un perito della Procura di Busto Arsizio. Ad ottobre diventa collaboratore di giustizia il siciliano Emanuele De Castro, il quale avrebbe avuto il ruolo di caposocietà. Il 30 novembre 2021 il processo Krimisa condanna in appello Mario Filippelli a 16 anni di carcere e Vincenzo Rispoli a 14 anni e 8 mesi Vincenzo Rispoli.
L'11 febbraio 2022 vengono arrestate 15 persone dalla Guardia di Finanza di Milano, Varese e Verona, imprenditori vicini agli Arena e ai Nicoscia accusati di associazione a delinquere di stampo mafioso e che erano riusciti ad accaparrarsi gli appalti di manutenzione di Rete Ferroviaria Italiana in Lombardia, Veneto, Abruzzo, Lazio, Sicilia e Campania con false assunzioni ed evasione fiscale. Le società erano attive nel varesotto e ad Isola Capo Rizzuto.
Il 25 ottobre 2023 si conclude l'operazione "Hydra": vengono arrestati anche elementi della locale di Lonate Pozzolo tra cui Massimo Rosi già menzionato nell'operazione Bad Boys del 2009 e Hole.
| Località               | 'ndrine         | Attività illecite |
| ---------------------- | --------------- | --- |
| Dairago                |                 | Omicidio |
| Ferno                  | Farao-Marincola | Traffico di droga e spaccio (2018), riciclaggio (2018), Gestione parcheggi aeroportuali (Krimisa 2019), fatture false (2024), bancarotta (2024) |
| Lonate Pozzolo         | Farao-Marincola | Traffico di droga e spaccio (2018, Hydra 2023), riciclaggio (2018), legami con la politica (Krimisa, 2019)                                      |
| San Giorgio su Legnano |                 | Omicidio |

## Cultura di massa

### Cinema e televisione
- Anime Nere (2014), film in parte ambientato a Milano e provincia
- Le mani dentro la città (2014), serie tv
- Lo spietato (2019), film
- Bang Bang Baby (2022), Serie tv
- Il Padrino e lo scrittore, docufilm di Marco Tagliabue e prodotto da Radiotelevisione Svizzera sulle attività illecite del pentito Antonino Belnome in Brianza[228][229] (2022)

### Narrativa
- Crimine Infinito (2021), romanzo